# Halo 5: Guardians
Halo 5: Guardians – strzelanka pierwszoosobowa stworzona przez 343 Industries, wydana przez Microsoft Studios na konsolę Xbox One. Jest to dziesiąta gra w uniwersum Halo oraz piąta z kolei główna część cyklu. Światowa premiera gry odbyła się 27 października 2015. Halo 5 opowiada o losach dwóch drużyn superżołnierzy – Niebieskich, dowodzonych przez Master Chiefa oraz Osiris, dowodzonych przez Spartana Locke’a.
343 Industries zaczęło prace nad Halo 5 zaraz po premierze Halo 4 w 2012. Podobnie jak poprzednik, gra wykorzystuje technologię przechwytywania ruchu w tworzeniu animacji. Rozgrywka zawiera nowe zdolności i wygląd postaci, ale nie posiada żadnych trybów rozgrywki dla graczy w sieci lokalnej. Silnik gry dynamicznie zmienia rozdzielczość dla zachowania stałej płynności 60 klatek na sekundę.
Microsoft zapowiedział Halo 5 na targach E3 w 2013. W celu promowania gry powstały też dwa sezony podcast Hunt the Truth. Sprzedaż produktu wraz ze sprzętem przyniosła przychód w wysokości 400 mln dolarów przez pierwsze 24 godziny oraz 500 mln dolarów w pierwszym tygodniu, bijąc rekord Halo 4 jako najlepiej sprzedającej się odsłony cyklu. Po premierze Halo 5 otrzymało pozytywne recenzje krytyków chwalących rozgrywkę, grafikę, projekt poziomów oraz tryb gry wieloosobowej. Jednakże kampania dla pojedynczego gracza otrzymała mieszane opinie, krytykowano długość rozgrywki oraz scenariusz.